# 남북 기본합의서
남북 기본합의서(南北基本合意書)는 1991년 12월 13일에 분단국가인 대한민국과 조선민주주의인민공화국이 한국의 재통일과 관련하여 합의한 뒤 이듬해 1992년 2월 18일 정식으로 효력을 발생시킨 문건이다.

## 개요
1980년대에 소련의 서기장 미하일 고르바초프는 ‘개혁’, ‘개방’을 주장하고 이에 추진하였고, 당시 공산권 국가들이 점차 붕괴되기 시작하고 있었다. 그렇게 냉전체제가 해체됨에 따라 조선민주주의인민공화국에도 변화가 일어나게 되었다. 이에 따라 대한민국 노태우 정권은 공산권국가들과 외교 수교를 맺는등 이른바 ‘북방외교’ 정책을 추진하였는데 이 과정에서 1990년에 남북한 고위급 회담을 가졌다.
1991년 9월에는 남북한이 유엔에 동시에 가입하였다. 이를 배경으로 12월에는 남북한 기본합의서를 채택하게 된 것이다. 특기할 점은 남한의 정원식 국무총리와 북한의 연형묵 정무원총리가 합의서에 서명하였다는 점이다. 이 기본합의서의 주요사항은 남북한 상호 체제인정과 상호불가침, 남북한 교류 및 협력 확대안이 특징이다. 1992년 9월 16일부터 9월 17일까지 열린 제8차 남북고위급회담에서 양측은 남북합의서 이행과 관련한 3가지 부속합의서에 합의했다. 기본합의서 채택과 함께 이뤄진 것이 바로 비핵화공동선언이며, 이를 통해서 남한과 북한은 한반도 비핵화에 대한 입장에 합의하게 된다.

## 내용
3가지 부속합의서는 남북화해의 이행과 준수를 위한 부속합의서, 남북불가침의 이행과 준수를 위한 부속합의서, 남북교류협력의 이행과 준수를 위한 부속합의서이다.

### 제1장 남북 화해
제1조 남과 북은 서로 상대방의 체제를 인정하고 존중한다.
제2조 남과 북은 상대방의 내부문제에 간섭하지 아니한다.
제3조 남과 북은 상대방에 대한 비방·중상을 하지 아니한다.
제4조 남과 북은 상대방을 파괴·전복하려는 일체 행위를 하지 아니한다.
제5조 남과 북은 현 정전 상태를 남북 사이의 공고한 평화상태로 전환시키기 위하여 공동으로 노력하며 이러한 평화상태가 이룩될 때까지 현 군사 정전협정을 준수한다.
제6조 남과 북은 국제무대에서 대결과 경쟁을 중지하고 서로 협력하며 민족의 존엄과 이익을 위하여 공동으로 노력한다.
제7조 남과 북은 서로의 긴밀한 연락과 협의를 위하여 이 합의서 발효 후 3개월 안에 판문점에 남북연락사무소를 설치·운영한다.
제8조 남과 북은 이 합의서 발효 후 1개월 안에 본회담 테두리 안에서 남북 정치 분과 위원회를 구성하여 남북화해에 관한 합의의 이행과 준수를 위한 구체적 대책을 협의한다.

### 제2장 남북 불가침
제9조 남과 북은 상대방에 대하여 무력을 사용하지 않으며 상대방을 무력으로 침략하지 아니한다.
제10조 남과 북은 의견대립과 분쟁문제들을 대화와 협상을 통하여 평화적으로 해결한다.
제11조 남과 북의 불가침 경계선과 구역은 1953년 7월 27일자 군사정전에 관한 협정에 규정된 군사분계선과 지금까지 쌍방이 관할하여 온 구역으로 한다.
제12조 남과 북은 불가침의 이행과 보장을 위하여 이 합의서 발효 후 3개월 안에 남북 군사 공동위원회를 구성·운영한다. 남북군사 공동위원회에서는 대규모 부대이동과 군사 연습의 통보 및 통제문제, 비무장지대의 평화적 이용문제, 군 인사 교류 및 정보교환 문제, 대량살상무기와 공격능력의 제거를 비롯한 단계적 군축 실현문제, 검증문제 등 군사적 신뢰조성과 군축을 실현하기 위한 문제를 협의·추진한다.
제13조 남과 북은 우발적인 무력충돌과 그 확대를 방지하기 위하여 쌍방 군사당국자 사이에 직통 전화를 설치·운영한다.
제14조 남과 북은 이 합의서 발효 후 1개월 안에 본회담 테두리 안에서 남북군사 분과위원회를 구성하여 불가침에 관한 합의의 이행과 준수 및 군사적 대결상태를 해소하기 위한 구체적 대책을 협의한다.

### 제3장 남북교류·협력
제15조 남과 북은 민족경제의 통일적이며 균형적인 발전과 민족전체의 복리향상을 도모하기 위하여 자원의 공동개발, 민족 내부 교류로서의 물자교류, 합작투자 등 경제교류와 협력을 실시한다.
제16조 남과 북은 과학·기술, 교육, 문화·예술, 보건, 체육, 환경과 신문, 라디오, 텔레비전 및 출판물을 비롯한 출판·보도 등 여러 분야에서 교류와 협력을 실시한다.
제17조 남과 북은 민족구성원들의 자유로운 왕래와 접촉을 실현한다.
제18조 남과 북은 흩어진 가족·친척들의 자유로운 서신거래와 왕래와 상봉 및 방문을 실시하고 자유의사에 의한 재결합을 실현하며, 기타 인도적으로 해결할 문제에 대한 대책을 강구한다.
제19조 남과 북은 끊어진 철도와 도로를 연결하고 해로, 항로를 개설한다.
제20조 남과 북은 우편과 전기통신교류에 필요한 시설을 설치·연결하며, 우편·전기통신 교류의 비밀을 보장한다.
제21조 남과 북은 국제무대에서 경제와 문화 등 여러 분야에서 서로 협력하며 대외에 공동으로 진출한다.
제22조 남과 북은 경제와 문화 등 각 분야의 교류와 협력을 실현하기 위한 합의의 이행을 위하여 이 합의서 발효 후 3개월 안에 남북 경제교류·협력 공동위원회를 비롯한 부문별 공동위원회들을 구성·운영한다.
제23조 남과 북은 이 합의서 발효 후 1개월 안에 본회담 테두리 안에서 남북교류·협력분과 위원회를 구성하여 남북교류·협력에 관한 합의의 이행과 준수를 위한 구체적 대책을 협의한다.
제4장 수정 및 발효
제24조 이 합의서는 쌍방의 합의에 의하여 수정·보충할 수 있다.
제25조 이 합의서는 남과 북이 각기 발효에 필요한 절차를 거쳐 그 문본을 서로 교환한 날부터 효력을 발생한다.

## 같이 보기
- 한국의 재통일
- 한반도 분단
- 남북한 관계
- 북방 정책
- 7·4 남북 공동 성명
- 한반도의 비핵화에 관한 공동선언
- 6·15 남북 공동 선언
- 10·4 선언
- 남북한 동시 유엔 가입